# Boke (woreda)
Pour les articles homonymes, voir Boke.
Boke est un des 180 woredas de la région Oromia, en Éthiopie.
Sa population est de 151 156 habitants en 2007.

## Géographie
Situé dans la zone Mirab Hararghe (Ouest Hararghe) de la région Oromia, le woreda est bordé
au sud par le Chébéli qui le sépare de la zone Bale et à l'est par les rivières Galetti et Ramis qui le séparent[à vérifier] de la zone Misraq Hararghe (Est Hararghe).
Sa principale ville est Boke Tiko située vers 1 908 m d'altitude au nord du woreda. 
| Habro     |      | Kuni                            |
|           | Boke | Gola Oda (en) (Misraq Hararghe) |
| Daro Lebu |      | Legehida (Bale)                 |

## Histoire
Boke fait partie des woredas choisis en 2006, par le ministère de l'Agrigulture et du Développement rural du gouvernement éthiopien, comme lieux de réinstallation de foyers ruraux venant de zones surpeuplées[réf. souhaitée].

## Démographie
D'après le recensement national de 2007 réalisé par l'Agence centrale de statistique d'Éthiopie, le woreda compte 151 156 habitants et 4,4% de la population est urbaine.
La population urbaine (6 696 habitants) est celle de Boke Tiko.
La plupart des habitants du woreda (97%) sont musulmans et  2,7% sont orthodoxes.
Avec une superficie de 3 461,88 km2[réf. souhaitée], le woreda a en 2007 une densité de population de 44 personnes par km2 ce qui est inférieur à la moyenne de la zone.
En 2020, la population est estimée (par projection des taux de 2007) à 202 324 personnes.